# كسر مفتوح
الكسر المفتوح (بالإنجليزية: Open fracture)‏، هو نوع من أنواع الكسور التي تنجم عن رض شديد مع انفتاح بؤرة الكسر عبر الجلد أو جرح نافذ في الجلد يصل لبؤرة الكسر. تكمن خطورة الكسر المفتوح بإمكانية حدوث مضاعفات مثل العدوى، وسوء الاندمال، وعدم الاندمال.
يعتبر تصنيف غاستيلو (Gustilo) للكسور المفتوحة الطريقة الأكثر استخدامًا لتصنيف الكسور المفتوحة لتوجيه العلاج والتنبؤ بالنتائج السريرية. إن دعم الحياة المتقدم للرضوض هو الخط الأول في التعامل مع الكسور المفتوحة.
يجب العلاج بالمضادات الحيوية لتجنب حدوث الإنتان، تستعمل السيفالوسبورينات في الخط الأول من العلاج. تستمر المضادات الحيوية لمدة 24 ساعة. مع تسريب السوائل عبر الوريد، تنضير الجروح وإغلاقها وتثبيت العظم.

## الأسباب
يمكن أن تحدث الكسور المفتوحة بسبب التأثيرات المباشرة مثل القوى الفيزيائية عالية الطاقة (الصدمة) وحوادث السيارات والأسلحة النارية والسقوط من مكان مرتفع.

تشمل الآليات غير المباشرة الالتواء والسقوط من وضعية الوقوف.
ما تتسبب هذه الآليات بضرر كبير للأنسجة الرخوة، ولكن يمكن أن يكون لها مظهر أرقه طفيفة بوجود ثقب صغير يصل لبؤرة الكسر بالرغم من ذلك يجب اعتباره كسر مفتوحا ومعالجته على هذا الأساس.

### الكسور الشائعة
نتيجة لصدمة قوية على العظم. يمكن أن تحدث هذه الكسور بعدة أشكال من القوى الفيزيائية: ضربة مباشرة (رض)، أو تحميل محوري (انضغاط)، أو قوى زاوية (انثناء)، أو عزم دوران (انفتال)، أو مزيج من هذه القوى.

### الكسور المرضية
يحصل الكسر نتيجة صدمة متوسطة الشدة على عظام مريضة وصدمة مماثلة لا تحدث كسرا في العظم السليم عادة. تشمل هذه الأمراض العظمية على الآفات النقيلية، وتكيسات العظام، وهشاشة العظام المتقدمة وما إلى ذلك.

### الكسر الخلعي
إصابة شديدة يحدث فيها كل من الكسر والخلع في وقت واحد.

### كسر ناجم عن طلق ناري
تتسبب المقذوفات عالية السرعة في حدوث أضرار أثناء مرورها عبر الأنسجة، من خلال موجة الصدمة الثانوية وفوهة الدخول والخروج وتؤدي بالغالب لكسر مفتوح.

## التشخيص
التقييم الأولي لمرضى الكسور المفتوحة هو استبعاد أي إصابات أخرى تهدد الحياة. دعم الحياة المتقدم في الصدمات (ATLS) هو البروتوكول الأولي المعتمد لاستبعاد مثل هذه الإصابات. بمجرد استقرار حالة المريض يمكن تقييم إصابات العظام. آلية الإصابة مهمة لمعرفة حجم الضرر ومستوى التلوث. يجب فحص كل طرف لتقييم أي إصابات خفية أخرى. يجب ملاحظة خصائص الجرح بالتفصيل. فحص الأعصاب وحالة الأوعية الدموية للطرف المصاب مهم لاستبعاد أي إصابات في الأعصاب أو الأوعية الدموية. يجب الحفاظ على المؤشر المرتفع للاشتباه في تناذر الحجرات (Compartment Syndrome) لكسور الساق والساعد.

### التصنيف
هناك عدد من أنظمة التصنيف التي تحاول تصنيف الكسور المفتوحة مثل تصنيف غاستيلو Gustilo للكسور المفتوحة، وتصنيف تشيرني Tscherne، وتصنيف مولر Müller AO للكسور. ومع ذلك، فإن تصنيف غاستيلو للكسر المفتوح هو الأكثر استخدامًا. يصنف نظام غاستيلو Gustilo الكسر وفقًا لطاقة الإصابة وتلف الأنسجة الرخوة ومستوى التلوث وتفتيت الكسور. كلما ارتفعت الدرجة كانت نتيجة الكسر أسوأ.

| الدرجة | الوصف                                                                                            |
| ------ | ------------------------------------------------------------------------------------------------ |
| 1      | كسر مفتوح وجرح نظيف، طول الجرح أقصر من 1 سم                                                      |
| 2      | كسر مفتوح، جرح أطول من 1 سم وأقل من 10 سم بدون تلف واسع للأنسجة الرخوة.                          |
| 3أ     | كسر مفتوح وتمزق شديد بالانسجة الرخوة وجرح أطول من 10 سم لكن العظم المكسور مغطى بالأنسجة بشكل كاف |
| 3ب     | كسر مفتوح وضياع مادي بالأنسجة الرخوة مع تجرد العظم من الأنسجة وتلوث شديد                         |
| 3ج     | كسر مفتوح مع إصابة الشرايين بغض النظر عن درجة إصابة الأنسجة الرخوة                               |

على ايه حال، فان نظام (Gustilo)لا يخلو من قيودها.
يتمتع النظام موثوقيه محدوده بين المراقبين الداخليين بنسبة 50% إلى 60% لايعكس حجم لاصابه الحقيقة على سطح الجلد بالضرورة مدى اصابه الانسجه الرخوه العميقه الكامنه، لذلك لايمكن إجراء التصنيف الحقيقي Gustilo لأ في غرفه العمليات.

## العلاج

### علاج الحادة
غالبًا ما تكون التدخلات العاجلة بما في ذلك الغسيل العلاجي بالسوائل وتنضير الجروح ضرورية لتنظيف منطقة الإصابة وتقليل مخاطر العدوى.
تشمل مخاطر التدخل المتأخر حدوث مضاعفات طويلة المدى، مثل الإنتان (العفن الدم)، وتضرر الأوعية الدموية أوالفقدان الكامل للطرف.
بعد غسل الجرح يجب وضع شاش على الجرح لمنع التلوث الجرثومي. يجب تقويم الطرف ووضعه في جبيرة مبطنة جيدًا لتثبيت الكسور. يجب فحص النبض قبل الرد والتثبيت وبعد.
الزرعات الجرثومية المأخوذة من الجروح تكون إيجابية في 22٪ من المصابين قبل التنضير وتبقى نسبة 60٪ من الزرعات بعد التنضير إيجابية. لذلك لم يعد يوصى بأخذ زرعات قبل الجراحة. يتم إعطاء لقاح الكزاز بشكل روتيني لتعزيز الاستجابة المناعية ضد المطثية الكزازية . يعطى الغلوبولين المناعي المضاد للكزاز فقط لأولئك الذين يعانون من جروح شديدة التلوث مع تاريخ تطعيم غير مؤكد. يتم إعطاء جرعة عضلية واحدة من 3000 إلى 5000 وحدة من الغلوبولين المناعي للكزاز لتوفير مناعة فورية.

اتخاذ قرار سريري مهم اخر اثناء العلاج الكسور الحاده مفتوحه لذلك يتطلب بذل اقصى جهد لتجنب بتر والوقاية منه، حيث يمكن الانقاض الوظيفي الطرف مصابه اولويه مرغوب فيه بوضوح.
 يجب توخي الحذر التاكد من ان هذا قرار لا يعتمد فقط على نتيجه خطورة لاصابه، بل قرار يتم اتخاذه بعد مناقشه كامله للخيارات بين الاطباء والمريض، جنبا إلى جنب اسرته وفريق مقدمين رعايه الطبيه

### المضادات الحيوية
من الضروري إعطاء المضادات الحيوية في أسرع وقت ممكن لتقليل خطر الإصابة بالعدوى. ومع ذلك، قد لا توفر المضادات الحيوية الفوائد الضرورية في كسور الأصابع المفتوحة وإصابة الأسلحة النارية منخفضة السرعة. يوصى باستخدام الجيل الأول من السيفالوسبورين (سيفازولين) كمضادات حيوية للخط الأول لعلاج الكسور المفتوحة. المضاد الحيوي مفيد ضد العصي الموجبة للجرام والمكورات السالبة الجرام مثل Escherichia coli و Proteus mirabilis و Klebsiella pneumoniae. لتوسيع تغطية المضادات الحيوية ضد المزيد من البكتيريا في كسور Gustilo من النوع الثالث، يوصى باستخدام مزيج من الجيل الأول من السيفالوسبورين والأمينوغليكوزيد (الجنتاميسين أو التوبراميسين) أو الجيل الثالث من السيفالوسبورين للتغطية ضد العصيات سالبة الجرام في المستشفيات مثل Pseudomonas aeruginosa. تعد إضافة البنسلين لتغطية غرغرينا الغازية التي تسببها البكتيريا اللاهوائية كلوستريديوم بيرفرينجنز ممارسة مثيرة للجدل. أظهرت الدراسات أن مثل هذه الممارسة قد لا تكون ضرورية لأن نظام المضادات الحيوية القياسي يكفي لتغطية عدوى المطثيات. الأجهزة المشبعة بالمضادات الحيوية مثل حبيبات بولي (ميثيل ميثاكريلات) (PMMA) المشبعة بالتوبراميسين والمضادات الحيوية الأسمنت العظمي مفيدة في تقليل معدلات العدوى.

كما أن استخدام ناقلات قابلة للامتصاص مع طلاء الزرع في وقت التثبيت الجراحي هو أيضًا وسيلة فعالة لإيصال المضادات الحيوية الموضعية.
لم يكن هناك اتفاق على المدة المثلى للمضادات الحيوية. أظهرت الدراسات أنه لا توجد فوائد إضافية لخطر العدوى عند إعطاء المضادات الحيوية ليوم واحد، مقارنة بإعطاء المضادات الحيوية لمدة ثلاثة أيام أو خمسة أيام. ومع ذلك، في الوقت الحالي، لا يوجد سوى أدلة منخفضة إلى متوسطة على هذا وهناك حاجة إلى مزيد من البحث.أوصى أوصى بعض المؤلفين بإعطاء المضادات الحيوية لثلاث جرعات لكسور (Gustilo) من الدرجة الأولى، ليوم واحد بعد إغلاق الجرح في كسور الدرجة الثانية، وثلاثة أيام في كسور الدرجة 3أ، وثلاثة أيام بعد إغلاق الجرح من الدرجة 3ب و 3ج.

### ري الجروح
لم يكن هناك اتفاق على الحل الأمثل لري الجروح. وجدت الدراسات أنه لا يوجد فرق في معدلات الإصابة باستخدام محلول ملحي عادي أو غيره من أشكال المياه المختلفة (المقطر أو المغلي أو الصنبور).

كما لا يوجد فرق في معدلات الإصابة عند استخدام محلول ملحي مع صابون قشتالي مقارنة بالمحلول الملحي العادي مع الباكيتراسين في ري الجروح. أظهرت الدراسات أيضًا أنه لا يوجد فرق في معدلات الإصابة باستخدام غسل النبض منخفض الضغط (LPPL) عند مقارنته بغسل النبض عالي الضغط (HPPL) في ري الجروح. لم يتم تحديد الكمية المثلى من السوائل للري. يوصى بتحديد كمية محلول الري حسب شدة الكسر، مع 3 لترات للكسور من النوع الأول، و 6 لترات للكسور من النوع الثاني، و 9 لترات للكسور من النوع الثالث.

### تنضير الجروح
الغرض من إنضار الجرح هو إزالة جميع الأنسجة الملوثة وغير القابلة للحياة بما في ذلك الجلد والدهون تحت الجلد والعضلات والعظام. يتم تحديد قابلية بقاء العظام والأنسجة الرخوة من خلال قدرتها على النزيف. وفي الوقت نفسه، يتم تحديد قابلية بقاء العضلات من خلال اللون، والانقباض، والاتساق، وقدرتها على النزيف. تتم مناقشة التوقيت الأمثل لإنضار الجرح وإغلاقه ويعتمد على شدة الإصابة والموارد والمضادات الحيوية المتاحة والاحتياجات الفردية.

يمكن أن يختلف وقت التنضير من 6 إلى 72 ساعة، ويمكن أن يكون وقت الإغلاق فوريًا (أقل من 72 ساعة) أو متأخرًا (72 ساعة إلى 3 أشهر).لا يوجد فرق في معدلات العدوى لإجراء الجراحة في غضون 6 ساعات من الإصابة بالمقارنة مع حتى 72 ساعة بعد الإصابة.

### علاج الجراحية
يساعد تثبيت الكسر المبكر على منع المزيد من إصابة الأنسجة الرخوة ويعزز التئام الجروح والعظام. هذا مهم بشكل خاص في علاج الكسور داخل المفصل حيث يسمح التثبيت المبكر بالحركة المبكرة للمفصل لمنع تصلب المفصل. تعتمد علاج الكسر على الحالة العامة للشخص ونمط الكسر وموقعه ومدى إصابة الأنسجة الرخوة. يتم قبول كل من التسمير داخل النخاع المتفاعل وغير المُلَمَّع علاجات جراحية لكسر قصبة الساق المفتوح.

كلا الأسلوبين لهما معدلات متشابهة من الشفاء بعد الجراحة، وعدوى ما بعد الجراحة، وفشل الزرع، ومتلازمة الcompartment syndrome.

يعتبر التسمير داخل النخاع الذي لم يتم الوصول إليه مفيدًا لأنه يحتوي على نسبة أقل من العدوى السطحية والتشوه الخبيث مقارنة بالتثبيت الخارجي .
ومع ذلك، يمكن أن يؤدي التسمير داخل النخاع الذي لم يتم الوصول إليه إلى معدلات عالية من فشل الأجهزة إذا لم يتم التحكم في حمل وزن الشخص بعد الجراحة عن .كثب بالمقارنة مع التثبيت الخارجي، فإن التسمير داخل النخاع الذي لم يتم الوصول إليه له معدلات متشابهة من العدوى العميقة، والتأخر في الاتحاد وعدم الالتحام بعد الجراحة.
بالنسبة لكسور قصبة الساق المفتوحة عند الأطفال، هناك اتجاه متزايد لاستخدام جبيرة العظام بدلاً من التثبيت الخارجي. ترقيع العظام مفيد أيضًا في إصلاح الكسر. ومع ذلك، لا ينصح بالتثبيت الداخلي باستخدام الألواح والمسامير لأنه يزيد من معدل الإصابة. يعتبر البتر تدخلاً أخيرًا، ويتم تحديده من خلال عوامل مثل بقاء الأنسجة وتغطيتها، والعدوى، ومدى الضرر الذي يلحق الأوعية الدموية.

### علاج الجروح
يوصى بإغلاق الجرح المبكر لتقليل معدلات العدوى المكتسبة من المستشفى. بالنسبة للكسور من الدرجة الأولى والثانية، يمكن التئام الجرح بقصد ثانوي أو من خلال الإغلاق الأولي. هناك تضارب واضح في اقتراح فعالية علاج الجروح بالضغط السلبي (الضماد الفراغي)، حيث تشير عدة مصادر إلى انخفاض خطر الإصابة بالعدوى،

وتقترح مصادر أخرى عدم وجود فائدة مؤكد.

## علم الأوبئة
تعد إصابات الهشاشة أكثر أشكال الإصابات شيوعًا، يليها السقوط من ارتفاع، وحوادث المرور على الطرق. تميل الكسور المفتوحة إلى الحدوث في كثير من الأحيان عند الذكور أكثر من الإناث بنسبة 7 إلى 3 وعمر بداية 40.8 و 56 سنة على التوالي. من حيث موقع التشريح، فإن كسور سلاميات لاصبع اليد هي الأكثر شيوعًا بمعدل 14 لكل 100000 شخص سنويًا في عموم السكان، يليها كسر في الساق عند 3.4 لكل 100000 نسمة سنويًا، وكسر الرسغ عند 2.4 لكل 100000 نسمة في السنة.

معدلات الإصابة لكسور (Gustilo) من الدرجة الأولى هي 1.4٪، تليها 3.6٪ لكسور الدرجة الثانية، و 22.7٪ لكسور الدرجة 3أ، و 10 إلى 50٪ من كسور الدرجة 3ب و 3ج.

## التاريخ
قبل خمسينيات القرن التاسع عشر (1850م)، كان الجراحون عادة يقطعون الأطراف لمن يعانون من كسور مفتوحة، حيث ارتبطت بالإنتان (العفن الدم) الشديد غرغرينا التي يمكن أن تكون مهددة للحياة. حتى القرن العشرين فقط، عندما تبنى جوزيف ليستر تقنية التعقيم في العمليات الجراحية، انخفض معدل الوفيات من الكسور المفتوحة من 50٪ إلى 9٪.